# پلوودیو ۳۸۶۰
سیارک ۳۸۶۰ (به انگلیسی: 3860 Plovdiv، نامگذاری:1986PM4) سه هزار و هشتصد و شصتمین سیارک کشف شده‌است که در ۸ اوت ۱۹۸۶ کشف شد.
قدر مطلق سیارک برابر ۱۲٫۱۰ است.